# Fiji Airways
Air Pacific és una línia aèria internacional de Fidji i la seva base es troba a Nadi. Opera per a Austràlia, Canadà, Japó, Kiribati (Christmas Island), Nova Zelanda, Estats Units, Tonga i Samoa. Principalment es troba al Nadi International Airport. L'aerolínia va començar a operar el 1951. Va ser fundada per l'aviador australià Harold Gatty. Anteriorment a l'any 1971 la companyia operava sota el nom de Fiji Airways. Air Pacific va començar el seu servei als Estats Units d'Amèrica el 1983.